# Angelo Fois
Angelo Fois (Bosa, 26 agosto 1910 – Roma, 28 novembre 1988) è stato un pittore italiano.

## Biografia
Angelo Fois, pittore e scultore, nasce il 26 agosto 1910 a Bosa, piccolo paese della costa occidentale sarda. Figlio di un calzolaio, sente il richiamo dell'arte fin da ragazzo, modellando la creta e tracciando i primi schizzi ad acquarello.
Appena quattordicenne, realizza una decorazione pittorica sulla parete della casa in cui vive con i genitori e i sei fratelli. Una figura angelica è il soggetto di questo lavoro, coeva ad una scultura marmorea posta nell'ultima dimora dell'amato nonno paterno. È il 1924, da qui prende avvio il suo percorso artistico.
Autore di talento, pittore instancabile, uomo di temperamento fiero e sensibile, riservato per indole, rispettoso dell'arte vera, orgoglioso dei propri risultati conquistati con caparbiertà e tenacia, Fois imposta la sua esistenza sulla continua ricerca della qualità e mai del protagonismo o del clamore del momento.
Le numerose partecipazioni e i riconoscimenti ampiamente documentati, attestano un impegno professionale rinnovato nel tempo, un'indagine artistica durata una vita intera, per altro non facile scandite da un'infanzia gravosa, da un precoce trasferimento a Roma (1926) e dai ripetuti impegni militari sostenuti nel corso degli eventi bellici dell'epoca.
Frequenta l'Accademia di Belle Arti di Roma e negli anni quaranta si inserisce artisticamente a pieno titolo nell'articolato ambito romano, mostrando di aver tanto appreso e metabolizzato.
È un assiduo frequentatore degli ambienti artistici di Via Margutta, la via degli artisti, e membro dell'Associazione Artistica Internazionale.
Nel 1953, prende parte alla prima rassegna delle arti figurative nel mezzogiorno, allestita presso il Palazzo delle Esposizioni della mostra d'Oltremare a Napoli. La partecipazione anticipa di pochi mesi (settembre 1954) quella all'Esposizione d'Arte Internazionale "La pittura di piccolo formato" tenuta presso la Galleria della Torre di Bergamo, dove Fois è presente insieme ad altri artisti tra cui Giacomo Balla, Renato Guttuso, Sante Monachesi, Giulio Turcato ed altri noti pittori.
Nel 1955 Fois propone una sua "Pietà" alla mostra di pittura denominata "Un fatto di cronaca", organizzata al Palazzo delle Esposizioni di Roma per il Decennale del Sindacato Cronisti Romani. È anche l'anno in cui viene invitato a partecipare con l'opera "Il paesaggio" alla VII Quadriennale Nazionale d'Arte di Roma, edizione numericamente cospicua di artisti, tra cui Lucio Fontana e Alberto Burri.
Il 1956 è un anno particolarmente attivo per Fois, partecipando prima alla mostra "Il Tetto" voluta dalla casa cinematografica Titanus, in concomitanza con l'omonimo film drammatico di Vittorio De Sica e Cesare Zavattini, e successivamente alla rassegna "I pittori di via Frattina", dove l'artista è in concorso insieme a Tato, Ugo Rambaldi, Mariano Villalta e risulta vincitore del primo premio.
Nell'autunno del 1958, al Palazzo delle Esposizioni di Roma s'inaugura la Prima Rassegna di Arti Figurative che registra la presenza di nomi tra i più affermati nel panorama dell'arte contemporanea italiana: i tre lavori di Fois trovano ubicazione al fianco di quelli di Afro, Nino Bertoletti, Amedeo Bocchi, Corrado Cagli, Giuseppe Capogrossi, Marino Mazzacurati, Toti Scialoja, ed altri.
Il decennio si chiude con diversi riconoscimenti ufficiali tra i quali: la Medaglia d'Oro del Senato e la Medaglia d'Argento al VII Concorso per il Premio Nazionale di Pittura "Marina di Ravenna".
Nel 1961 il Comitato olimpico nazionale italiano (CONI) commissiona ad Angelo Fois la composizione dal titolo "Pugili". Due anni più tardi entra a far parte della Galleria Nazionale d'Arte Moderna di Roma la sua opera intitolata "Mercato".
Nel corso degli anni sessanta, il più fecondo per l'attività espositiva di Fois, è presente sovente con il Gruppo dei Tavolettisti Romani, fondato da Ivanoe Fossani e da Luigi Polverini.
Sempre al Palazzo delle Esposizioni ritorna tra il 1968 e il 1969 in qualità di artista e di membro della Commissione per la Premiazione alla Prima Mostra Nazionale d'Arte.
Negli anni settanta, è presente alle Biennali di Pittura "Premio-Alatri" e riceve la nomina di Accademico d'Italia con medaglia d'Oro quale riconoscimento per la particolare attività svolta nel settore dell'arte.
La malattia segna l'ultima fase della vita di Angelo Fois che muore a Roma il 28 novembre 1988. Il suo è nome è citato nei maggiori dizionari biografici ed è presente nei cataloghi generali di importanti collezioni pubbliche e private. Alcune sue opere sono custodite in realtà museali in Italia e all'estero (Giappone, Stati Uniti e Messico).